# Moskovits Jakab
Moskovits Jakab (Szacsúr, 1839. december 10. – Kassa, 1902. november 3.) orvosdoktor, szülészmester, városi főorvos. 

## Életútja
Egyetemes orvosdoktori oklevelét 1861-ben szerezte Bécsben. 1864-ben telepedett le Kassán, ahol 1872-től a város tiszti főorvosa volt. Mint zsidó hitközségi elnök a magyar nyelvnek az iskolában való általános behozatalát keresztülvitte és a zsidó istentiszteletet is megmagyarosította. A Humanitás-egyesületnek több mint húsz évig volt elnöke.
A Magyarország vármegyéi I. Abauj-Torna vármegye és Kassa c. munkában Kassa egészségügyének történetéhez és jelenkori állapotához járult munkálataival.
Szerkesztette és kiadta a Haladás c. politikai és vegyes tartalmú hetilapot 1873. január 3-tól az év végéig.